# Chromothericles manyara
Chromothericles manyara är en insektsart som beskrevs av Hemp, C. 2009. Chromothericles manyara ingår i släktet Chromothericles och familjen Thericleidae. Inga underarter finns listade i Catalogue of Life.